# Rów Podtatrzański

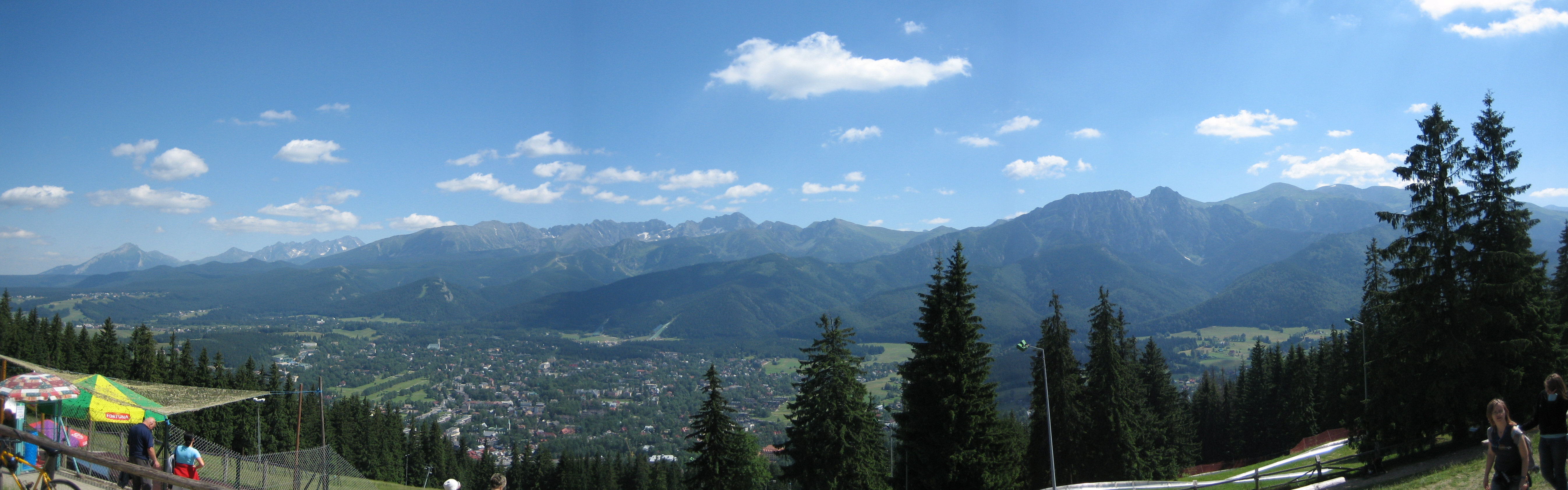
Kotlina Zakopiańska i Tatry

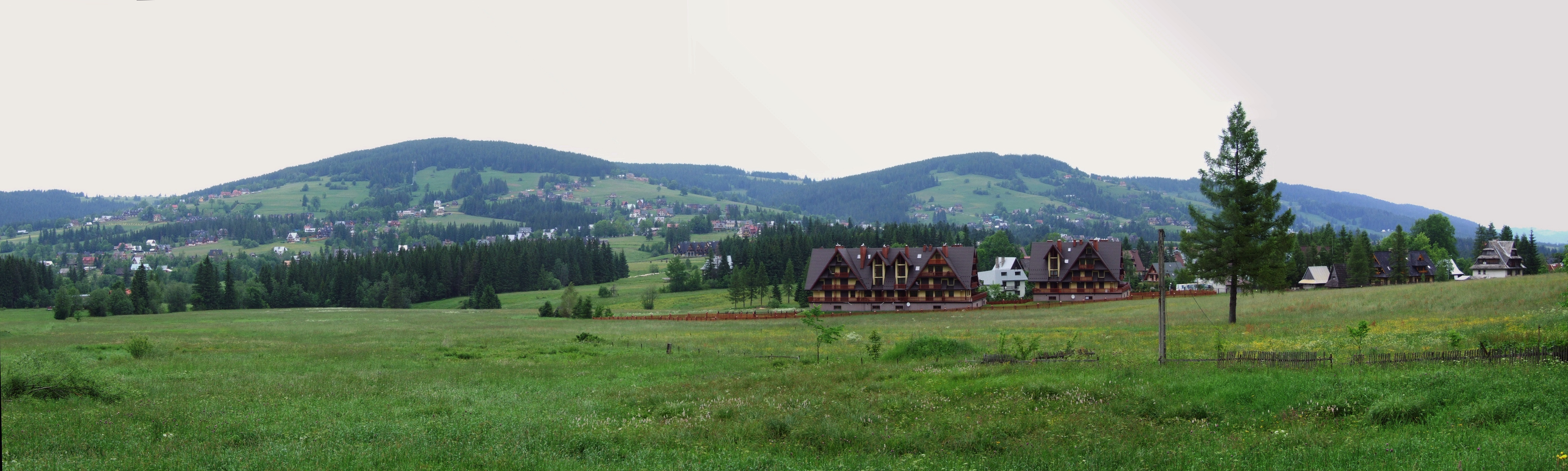
Kotlina Kościeliska i Pogórze Gubałowskie

Rów Podtatrzański (514.14), słow. Podtatranská brázda – mezoregion fizycznogeograficzny leżący u północnego podnóża Łańcucha Tatrzańskiego i stanowiący część Obniżenia Orawsko-Podhalańskiego. Oddziela on Góry Choczańskie i Tatry od Pogórza Spisko-Gubałowskiego.

## Topografia
Na zachodzie zaczyna się na Słowacji w okolicach Dolnego Kubina i ciągnie się poprzez Polskę i znów Słowację aż po Tatrzańską Kotlinę. Składa się z szeregu kotlin i dolin, a na wschodzie również erozyjnie porozcinanych płaskich garbów. W kierunku od zachodu na wschód wyróżnia się w nim następujące odcinki:
- Rów Huciański: Dolina Borowianki i Dolina Huciańska z Kotliną Huciańską,
- Rów Zuberski: Dolina Borowej Wody, Kotlina Zuberska, Dolina Błotna,
- Rów Orawicki: Dolina Mihulcza, Kotlina Orawicka i Dolina Cicha Orawska,
- Rów Kościeliski,
- Rów Zakopiański z Kotliną Zakopiańską,
- Rów Poroniński,
- Rów Podspadzki z Kotliną Jaworzyńską,
- Rów Zdziarski: Dolina Zdziarska  i Kotliny.

Rów Podtatrzański nie jest ciągły, podzielony jest na kilka odcinków przełęczami i działami wodnymi. Dzielą go: Huciańska Przełęcz, Maniowa Przehyba, przełęcz Borek, Brama Orawska, Nędzowski Dział, Brzegowski Dział, Zdziarska Przełęcz.
Znajduje się w zlewniach dwóch mórz. Część zachodnia należy do zlewni Morza Czarnego, część wschodnia do zlewni Bałtyku. Wielki Europejski Dział Wodny przecinający Rów Podtatrzański biegnie przez Bramę Orawską.

## Opis regionu
Region jest podłużnym obniżeniem osiągającym wysokość od 750 do 1000 m n.p.m., utworzonym w marglistych łupkach eoceńskich (flisz podhalański). W granicach Polski ma on długość 20 km i powierzchnię około 130 km². Kotliny są nachylone ku północy i są one przysypane stożkami napływowymi utworzonymi przez spływające z gór potoki. W Kotlinie Zakopiańskiej występują żwirowe pokrywy pochodzące z trzech zlodowaceń. Zachodnia część i wschodnie krańce Rowu są zalesione. Głównymi ciekami regionu w Polsce są Czarny Dunajec oraz Zakopianka i Poroniec (źródłowe potoki Białego Dunajca).
Głównym ośrodkiem miejskim regionu w Polsce jest Zakopane, ponadto Kościelisko, Małe Ciche i Murzasichle.
Region ma niekorzystny klimat spowodowany głównie przez silne wiatry halne oraz częste w zimie inwersje temperatur. Jednakże występują tutaj korzystne warunki do uprawiania turystyki i sportów zimowych: bliskość dużych gór, ładne widoki, długotrwałe zaleganie śniegu, dobre stoki narciarskie. To powoduje, że wiele miejscowości tego regionu stało się ośrodkiem turystyczno-narciarskim i rekreacyjnym, samo zaś 30-tysięczne Zakopane jest największym w całej Polsce ośrodkiem turystyczno-sportowo-rekreacyjnym (do 2 mln gości rocznie).
Autorzy WET za początek Rowu Podtatrzańskiego na zachodzie uważają Rów Huciański.